# J. Hardin Peterson
James Hardin Peterson (ur. 11 lutego 1894 w Batesburg-Leesville, zm. 28 marca 1978 w Lakeland) – amerykański polityk, członek Partii Demokratycznej.

## Działalność polityczna
W okresie od 4 marca 1933 do 3 stycznia 1951 przez dziewięć kadencji był przedstawicielem 1. okręgu wyborczego w stanie Floryda w Izbie Reprezentantów Stanów Zjednoczonych.